# Вечерняя Уфа
Вечерняя Уфа (баш. Киске Өфө) — ежедневная российская общественно-политическая газета, распространяющаяся в Уфе и её пригородах. Выходит на русском языке. Учредителями являются Совет и Администрация городского округа г. Уфы и коллектив редакции газеты.
Газета была основана в 1969 году — первый её номер вышел 1 января.
Решение о её создании было принято 8 октября 1968 года Секретариатом Центрального комитета КПСС.
Первым редактором «Вечерней Уфы» был назначен Хусаинов Явдат Бахтиярович, до того работавший собственным корреспондентом «Комсомольской правды» по Башкирской АССР и Оренбургской области.
«Вечерняя Уфа» выходит пять дней в неделю, кроме субботы и воскресенья. В 2011 г. тираж газеты составлял 35,7 тыс. экземпляров.
Газета информирует читателей о событиях, происходящих в Уфе и Республике Башкортостан в сферах политики, экономики, промышленности, строительства, транспорта, науки, экологии, торговли, медицины, коммунальных услуг, спорта, культуры. В Уфе также издается газета «Киске Өфө» (Вечерняя Уфа) на башкирском языке.
Главные редакторы:
- Я. Б. Хусаинов (с 1969 г.)
- Ш. С. Хазиахметов (с 2000 г.)
- М. Н. Муллакаев (с 2001 г.)
- В. Н. Голов (с 2005 г.)